# Malcolm Linton
Malcolm Winton Linton (Southend-on-Sea, 13 febbraio 1952) è un ex calciatore inglese, di ruolo difensore.

## Carriera
Nella stagione 1971-1972 è tesserato dal Southend Utd, club della sua città natale, militante in Fourth Division, con cui non scende però mai in campo in partite di campionato; tra il 1972 ed il 1975 gioca invece nell'Orient, club della seconda divisione inglese, categoria nella quale gioca complessivamente 19 partite. Nella parte finale della stagione 1974-1975 si trasferisce ai semiprofessionisti del Bath City, con cui gioca 6 partite nella Southern Football League (uno dei principali campionati non professionistici di quegli anni).
Tra il 1975 ed il 1976 gioca poi nella NASL, prima con i T.B. Rowdies (20 presenze e vittoria del campionato) e poi con i L.A. Aztecs (23 presenze).
Nel 1976 torna in patria, chiudendo la carriera al termine della stagione 1977-1978 dopo aver giocato per una stagione ciascuno con i semiprofessionisti di Gravesend & Northfleet e Tilbury.

## Palmarès

### Club

#### Competizioni nazionali
- Campionato NASL: 1

Tampa Bay Rowdies: 1975